# 人生変えちゃう夏かもね
「人生変えちゃう夏かもね」（じんせいかえちゃうなつかもね）は、西田ひかるの通算18枚目のシングル。1995年3月17日発売。発売元はポニーキャニオン。

## 解説
表題曲はアサヒビール「Z」のコマーシャルソングとして使用された。カップリング曲の「楽園伝説」はハウス食品「フルーチェ」のコマーシャルソング、および同名のミュージカルのテーマソングとしても使用された。

## 収録曲
| 全編曲: 小林信吾 & 斉藤ノブ。 |                                                  |            |           |       |
| #                             | タイトル                                         | 作詞       | 作曲      | 時間  |
| 1.                            | 「人生変えちゃう夏かもね」                       | 湯川れい子 | 羽田一郎  | 3:21  |
| 2.                            | 「楽園伝説」                                     | 竜真知子   | 佐藤準    | 4:48  |
| 3.                            | 「人生変えちゃう夏かもね」(オリジナル・カラオケ) |            |           | 3:21  |
| 4.                            | 「楽園伝説」(オリジナル・カラオケ)               |            |           | 4:44  |
| 合計時間:                     | 合計時間:                                        | 合計時間:  | 合計時間: | 16:14 |

## 収録アルバム
人生変えちゃう夏かもね
- 『A FILE of LIFE』
- 『MYこれ!クション 西田ひかるBEST』
- 『西田ひかる SINGLESコンプリート』
- 『Myこれ!Lite 西田ひかる』
- 『Sophisticated やんちゃ Lady』（ライヴ・バージョン）
- 『LIVE two-four〜Hikaru Nishida FALL CONCERT 1996〜』（ライヴ・バージョン）
- 『Hippie Happy Groove!! HIKARU NISHIDA LIVE '97』（ライヴ・バージョン）

楽園伝説
- 『A FILE of LIFE』
- 『Sophisticated やんちゃ Lady』（ライヴ・バージョン）